# Ľubomíra Kurhajcová
Ľubomíra Kurhajcová (* 11. října 1983, Bratislava, Československo) je slovenská profesionální tenistka. Dosud vyhrála 4 turnaje ITF ve dvouhře a 3 ve čtyřhře, žádný ale na okruhu WTA. Nejblíže tomu byla v Pattaye (Thajsko), kde ale ve finále podlehla krajance Henrietě Nagyové. Nejvýše postavená na žebříčku WTA ve dvouhře byla na 59. místě (24. květen 2004).

## Finálové účasti na turnajích WTA (3)

### Dvouhra - prohry (1)
| Č. | Datum            | Turnaj           | Povrch | Vítězka          | Výsledek |
| 1. | 9. listopad 2003 | Pattaya, Thajsko | tvrdý  | Henrieta Nagyová | 6-4 6-2  |

### Čtyřhra - prohry (2)
| Č. | Datum             | Turnaj           | Povrch | Spoluhráčka                | Finalistky                             | Výsledek |
| 1. | 25. červenec 2004 | Palermo, Itálie  | antuka | Henrieta Nagyová           | Arantxa Sánchez V. Anabel M. Garrigues | 6-3 7-64 |
| 2. | 20. únor 2005     | Bogota, Kolumbie | antuka | Barbora Záhlavová-Strýcová | Tina Pisniková Emmanuelle Gagliardiová | 6-4 6-3  |

## Fed Cup
Tým Slovenska ve Fed Cupu reprezentovala v 5 zápasech s bilancí 4-3 v dvouhře a 0-2 ve čtyřhře, naposledy v Thajsku 2005.

## Výsledky na grandslamových turnajích - dvouhra
| Turnaj          | 2005 | 2004 | 2003 | Tituly |
| --------------- | ---- | ---- | ---- | ------ |
| Australian Open | 1k   | 1k   | 1k   | 0      |
| French Open     | -    | 1k   | -    | 0      |
| Wimbledon       | -    | 1k   | -    | 0      |
| US Open         | -    | 1k   | 1k   | 0      |

## Vývoj na žebříčku WTA - dvouhra (konec roku)
| Rok     | 1999 | 2000   | 2001   | 2002   | 2003  | 2004  | 2005   | 2006   | 2007   | 2008   |
| Poradie | 981. | ▲ 303. | ▲ 214. | ▲ 109. | ▲ 86. | ▼ 89. | ▼ 245. | ▼ 366. | ▼ 548. | ▼ 778. |